# Karl Augustesen
| Asteroides descobertos: 6                          | Asteroides descobertos: 6 |
| -------------------------------------------------- | ------------------------- |
| 3033 Holbaek[1][2]                                 | 5 de Março, 1984          |
| 3318 Blixen[1]                                     | 23 de Abril, 1985         |
| 3596 Meriones[1]                                   | 14 de Novembro, 1985      |
| 3934 Tove[1][2]                                    | 23 de Fevereiro, 1987     |
| 5320 Lisbeth[1][2]                                 | 14 de Novembro, 1985      |
| 5321 Jagras[1][2]                                  | 14 de Novembro, 1985      |
| 1. 1 com Poul Jensen 2. 2 com Hans Jørn Fogh Olsen |                           |

Karl Augustesen é um astrónomo dinamarquês.
O asteroide 5171 Augustesen foi assim nomeado em sua homenagem.